# Tilapia sp. nov. 'yellow-green'
Tilapia sp. nov. 'yellow-green' là một loài cá thuộc họ Cichlidae. Nó là loài đặc hữu của Cameroon.